# 히크마트 호시모프
히크마트 후사노비치 호시모프(우즈베크어: Hikmat Husanovich Hoshimov, 1979년 11월 12일~) 또는 히크마트존 후사노비치 호시모프(우즈베크어: Hikmatjon Husanovich Hoshimov)는 우즈베키스탄의 축구 선수, 지도자로 선수 시절 포지션은 미드필더, 수비수였다. 우즈베키스탄 프로 축구 리그의 구단들에서 선수 생활을 했으며 우즈베키스탄 축구 국가대표팀의 일원으로 2007년 AFC 아시안컵에 참가했다. 
러시아어식 이름 히크마트 후사노비치 하시모프(러시아어: Хикма́т Хуса́нович Хаши́мов), 히크마트존 후사노비치 하시모프(러시아어: Хикма́тджон Хуса́нович Хаши́мов)로도 불리며 압두코디르 후사노프의 아버지이다.

## 구단 경력
1979년 호레즘주에서 태어난 호시모프는 18세 때 MHSK 타슈켄트 소속으로 축구 선수 경력을 시작했다. 1999년부터 2001년까지 FC 도스틀리크 소속으로 뛰었고 1999년과 2000년 연속으로 우즈베키스탄 프로 축구 리그 우승을 달성했다. 2001년에 FC 소그디아나 지자흐로 이적하여 팀의 주전 선수가 되었다.
2003년에 메탈루르크 베카바드로 이적하여 1시즌 동안 활동했다. 이후 로코모티프 타슈켄트, FK 안디잔, FC 나사프에서 선수로 뛰었으며 2008년에 다시 메탈루르크 베카바드로 복귀하여 2시즌 동안 뛰었다. 2010년에 FC 부뇨드코르로 이적했으며 리그 12경기 출전을 기록했다.
2011년에 호시모프는 다시 메탈루르크 베카바드로 복귀했고 2017년까지 베가바드의 선수로 뛰면서 202경기에 출전했다. 2017년 11월 25일 네프치 페르가나와의 경기를 마지막으로 현역에서 은퇴했다.

## 국가대표팀 경력
2006년 우즈베키스탄 대표팀에 처음 발탁된 호시모프는 2007년 2월 7일 아제르바이잔과의 친선 경기에서 선발로 출전하면서 국제 A매치에 데뷔했다. 같은 해 3월 23일 중화 타이베이와의 친선 경기에서 A매치 데뷔골을 기록했고 팀의 1-0 승리에 기여했다.
호시모프는 2007년 7월에 열린 2007년 AFC 아시안컵에 우즈베키스탄 국가대표로 발탁되어 대회에 참가했다. 그는 이란과의 조별 리그 C조 2차전에 아지즈베크 하이다로프의 교체 선수로 출전했다. 이 경기는 2-1로 패했고 호시모프가 아시안컵에서 유일하게 출전한 경기이기도 하다.
2008년 10월 11일 호시모프는 대한민국과의 친선 경기에서 선발로 출전했고 우즈베키스탄 대표팀은 대한민국 대표팀에 3-0으로 패했다. 이 경기는 호시모프의 마지막 국가대표팀 경기가 되었으며 그는 2007년부터 2008년까지 우즈베키스탄 국가대표 선수로서 A매치에 총 13경기 출전했다.